# علی‌اکبر داور
علی‌اکبر داور (۱۲۶۴ -  بهمن ۱۳۱۵) از رجال سیاسی اواخر قاجار و دورهٔ رضاشاه بود که با بنیان‌گذاری دادگستری نوین ایران نامور شد و نقش مهمی در توسعه اقتصادی ایران بازی کرد. او از عوامل مهم تحکیم سلطنت پهلوی و پیشبرد سیاستهای رضا شاه بود، داور همچنین اولین رئیس کانون وکلای ایران بود.
ایجاد نظام قضائی و تشکیلات دادگستری نوین در ایران، تأسیس ادارهٔ ثبت احوال، تدوین قانون مدنی، قانون ثبت اسناد و املاک، قانون تجارت و تأسیس بیمه ایران از مهم‌ترین دستاوردهای او بود.
داور در ۲۰ بهمن ۱۳۱۵ به دنبال اختلاف و توهین رضاشاه و ترس از برخورد او خودکشی کرد. از بین رجال دورهٔ پهلوی او از معدود افرادی است که هم‌اکنون خیابانی در تهران به نام او است.

## زندگی

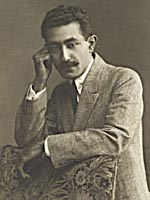
داور در جوانی

خانواده علی‌اکبر داور اصالتاً از چهاردانگهٔ ساری بودند. پدرش کربلائی علی خان اردلان معروف به کلبعلی خان متولد روستای کنیم در کیاسر و بخش چهاردانگه شهرستان ساری و خزانه‌دار دربار قاجار بود.
علی‌اکبر پس از پایان تحصیلات ابتدایی و متوسطه و مدرسه علوم سیاسی به خدمت عدلیه قدیم درآمد و مشاغل گوناگونی را بر گُرده گرفت. در ۲۵ سالگی، دادستان تهران (مدعی‌العموم بدایت تهران) شد و به میرزا علی‌اکبر خان مدعی‌العموم شهرت یافت. سپس برای ادامه تحصیلات به سوئیس رفت و تا دریافت درجه دکترای حقوق تحصیل کرد.
داستان سفر داور به سوئیس چنین است که هنگامی که یکی از بازرگانان بزرگ تبریز بنام حاج ابراهیم پناهی فرزندان خود را برای تحصیل به اروپا می‌فرستاد داور را برای سرپرستی آن‌ها برگزید. در این همراهی، داور درس خواند و خود را به درجه دکترای حقوق رسانید.

## فعالیت سیاسی
داور پس از بازگشت به ایران با انتشار روزنامه مرد آزاد و انتخاب به نمایندگی مجلس، از بازیگران مهم سیاست شد. او نخستین بار در اواسط دوره چهارم مجلس شورای ملی و به عنوان نماینده ورامین بر کرسی قانونگذاری نشست. در این مجلس، او برای نخستین بار دفاع از حقوق مربوط به ایمنی کار را برای کارگران به نام خود ثبت کرد. در مذاکراتی که بر سر اعطای امتیاز کبریت‌سازی به برادران خوئی در مجلس جریان داشت، داور خواهان این شد که در صورتی که کارگر حین کار سانحه‌ای ببیند، هزینه درمان و زندگی او صرف نظر از اینکه مقصر باشد یا نباشد به عهده کارفرما باشد. اما روحانیون مجلس،از جمله سید حسن مدرس، با نظر او مخالفت کردند.
داور در دوره پنجم از لارستان به مجلس راه یافت و با تیمورتاش و نصرت‌الدوله همبسته و هم‌آوا گردید و از پایه‌گذاران اصلی پادشاهی رضاشاه شد. او یکی از میدانداران اصلی نشست نهم آبان ۱۳۰۴ مجلس بود که با تصویب ماده واحده‌ای دوفوریتی بر سلطنت قاجار در ایران نقطه پایان گذاشت و قدرت را به رضاخان انتقال داد.
در نخستین دولتی که در دوره رضا شاه تشکیل و در ۲۹ آذر ۱۳۰۴ به مجلس معرفی شد، داور وزیر فوائد عامه بود و نخستین تجربه وزارت خود را آغاز کرد. داور در این دوره از وزارتش عمدتاً از لوایحی در مجلس دفاع کرد که پیش از او در دوره تیمورتاش تدوین شده بود، همچون لایحه احداث راه‌آهن، تأیید قرارداد با شرکت آلمانی یونکرس برای راه‌اندازی خطوط هوائی و کسب اجازه مناقصه احداث شبکه چراغهای برق در شهرها. نوزدهم تیر سال بعد که دوره ششم مجلس شورای ملی افتتاح شد، داور به مجلس بازگشت و بار دیگر بر کرسی لار نشست. با ترمیم کابینه حسن مستوفی در بهمن ۱۳۰۵ داور به عنوان وزیر عدلیه به دولت او پیوست.

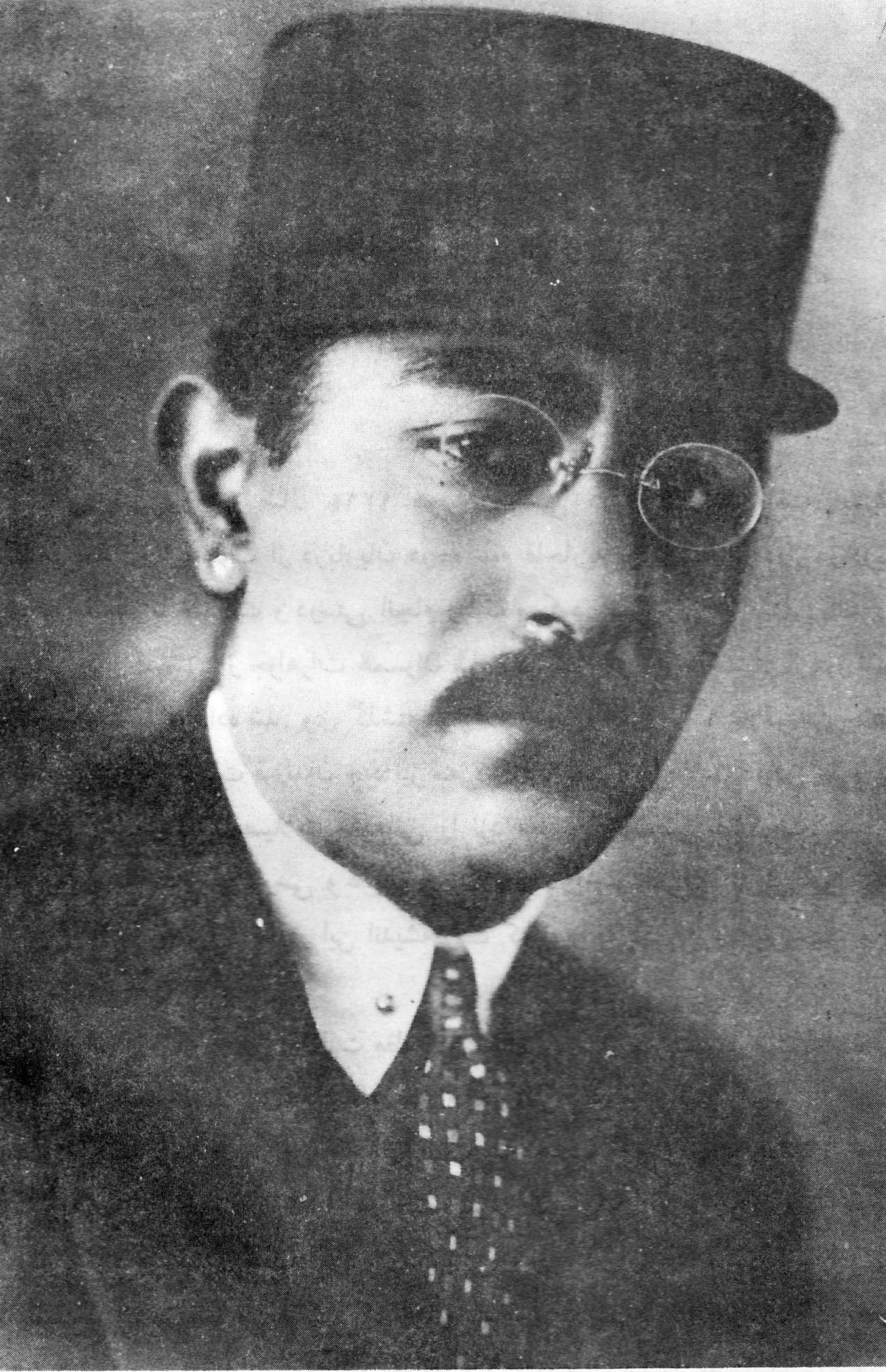
علی اکبر داور

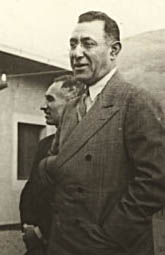
علی اکبر داور

## بمب در دادگستری

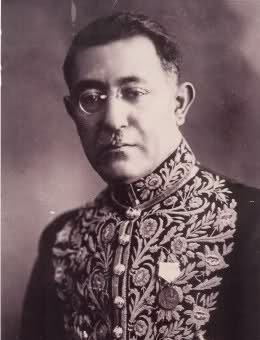
علی اکبر داور در جامه وزارت

داور بلافاصله پس از رسیدن به وزارت، دستگاه قضائی را دگرگون کرد. به گفته خودش «بمب» در عدلیه انداخت. در نخستین گام، تمامی تشکیلات عدلیه تهران را منحل کرد. سپس با دادن طرح ماده واحده‌ای دو فوریتی، از مجلس اجازه گرفت «کمیسیون‌هایی مرکب از اشخاص بصیر» تشکیل دهد که ظرف شش ماه «موادی راجع به اصلاح اصول تشکیلات و محاکمات و استخدام عدلیه» تهیه کنند و به اجرا بگذارند، سپس این مواد را به تصویب مجلس شورای ملی برسانند. این قانون داور را مجاز می‌کرد هر کسی را که بخواهد، چه سابقه استخدام دولتی داشته باشد یا نداشته باشد، در عدلیه استخدام کند. او در کسب این اجازه از مجلس، از حمایت سید حسن مدرس هم برخوردار بود که گفت: «بنده عقیده‌ام این است که هریک از اشخاص که یک خیالی به جهت اصلاح در کله‌اش افتاد، باید او را آزاد گذارد که آن خیال خودش را اجرا کند». مهلتی که داور درخواست کرده بود، چهار ماه بود. به خواست مدرس این مهلت به شش ماه افزایش یافت. مجلس بعداً به درخواست داور چهار ماه دیگر نیز بر این مهلت افزود.
داور پاسخ نمایندگانی را که می‌گفتند اقدامش برخلاف قانون است، چنین داد: «بنده را نیز خدا مرگ دهد مُلّایَم. بنده هم قانون خوانده‌ام، می‌فهمم. بالاخره فتوای آقا در باب قانون آن است. فتوای بنده این است». او در سخنانی برای مجاب کردن نمایندگان به اعطای این اجازه به او، گفت:

«همین مشروطیت از روزی که آمد و پایه عدالتخانه را خواست به زمین بگذارد، از آن روز تا به حال یک تشکیلاتی شد و کارها به یک ترتیبی شد و امور به یک شکلی جریان پیدا کرد که مردم ناراضی و همه مأیوس و همه بدبخت و بیچاره شدند. با وجود اینها بنده می‌دیدم همین‌طور می‌ماند. خوب چرا می‌ماند؟ یک چیزی که همه برخلاف آن بودند چطور باقی مانده؟ بنده می‌دانستم یک اشخاص مؤثر و یک اشخاص متنفذ از آن اساس تقویت می‌کنند، حمایت می‌کنند. وای به حال آن کسی که تهور به خرج بدهد و دست به آن اساس بزند. آن روز که بنده این کار را قبول کردم، پیه همه صحبت‌ها، همه تهمت‌ها، همه حرف‌ها، همه مخالفت‌ها و همه چیزهایی را که ممکن است دنباله آنها بیاید به تن خودم مالیدم‏. بنده نشستم. فکر کردم و راهی برای اصلاح این قوه و ترتیب این دستگاه ندیدم مگر این که اساساً بگویم عجالتاً این تشکیلات منحل و روی یک اساس دیگری یک بنایی بگذاریم».

اقدامات داور اعتراضهای زیادی برانگیخت. وکلای دادگستری در مجلس در اردیبهشت ۱۳۰۶ در مجلس تحصن کردند. سیدرضا فیروزآبادی نماینده تهران در دفاع از متحصنین خواهان آن شد که جلوی اقدامات داور گرفته و همان روال پیشین در عدلیه از سر گرفته شود. اما هنگام سخنان فیروزآبادی نمایندگان از جلسه بیرون رفتند و از داور اعلام حمایت کردند. در آبان آن سال نیز، شماری از قضات دادگستری در مجلس متحصن شدند که عریضه آنان در مجلس قرائت شد. در این عریضه داور به سوءاستفاده از اختیاراتی متهم شده بود که از مجلس گرفته بود. متحصنان نوشته بودند داور «که خود را متنور و از رجال امروزه محسوب می‌دارند، در این قرن که تمام ترقیات به واسطه علم است، یک عده مردمان با علم کارکرده تجربه آموخته را از کار کناره و بیکار کرده و اشخاص بی‌علم بی‌سابقه را دعوت نموده‌است. سرمایه عمر جمعی را به باد فنا داده و به جامعه هم معرفی کرده که نیل به مقامات عالیه در این مملکت، همانا اصول هوچیگری، حزب‌بندی، شخص پرستی است. رتبه و درجات اشخاص خدمت کرده به دولت و ملت را بدون ثبوت جرم و خلافی منفک و از هستی ساقط نموده و با عائله که زیاده از یک هزار نفر صغیر و کبیر هستند به وادی فنا سوق داده».
اجباری کردن ثبت اسناد و املاک نیز که تا آن زمان اختیاری بود و به دعاوی بسیاری در دادگاه انجامیده بود، اقدام دیگری بود که داور انجام داد و قانون آن را در ۲۱ بهمن ۱۳۰۶ به تصویب مجلس شورای ملی رساند. در هشتم اسفند همان سال با به تصویب رساندن ماده واحده‌ای، ده هزار تومان از مجلس بودجه گرفت تا قانون مدنی که آن زمان در حال تدوین بود، ترجمه و چاپ و برای صاحبنظران مختلف داخل و خارج ایران فرستاده شود تا نظراتشان را دربارهٔ آن ابراز کنند. یک هفته بعد نیز برای سرعت گرفتن اجرای قوانین جدید قضائی، ماده واحده‌ای از تصویب مجلس گذارند و این اختیار را گرفت که قوانین عدلیه به جای اینکه در مجلس تصویب شود، تنها با تصویب در کمیسیون به اجرا دربیاید و پس از اجرای آزمایشی در مجلس به شور و رأی‌گیری گذاشته شود. در مورد قانون مدنی، او حتی تصویب کمیسیون را هم نگرفت و در هجدهم اردیبهشت ۱۳۰۷ با به تصویب رساندن لایحه‌ای دو فوریتی در مجلس، اجرای این قانون را که ۹۵۵ ماده‌اش تا آن زمان تدوین شده بود، آغاز کرد.
قانون حکمیت (داوری) که داور در ۲۹ اسفند ۱۳۰۶ به تصویب مجلس شورای ملی رساند، از اقدامات مهم او برای تسریع روند دادرسی و کاستن از انباشت دعاوی در دادگاه‌ها بود. بر اساس این قانون، به درخواست یکی از طرفین دعواهای حقوقی، رسیدگی به دعوا به داورانی خارج از دادگستری واگذار می‌شد.

## وزارت مالیه

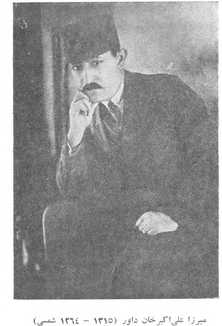
علی اکبر داور

با کنار رفتن مخبرالسلطنه هدایت از نخست‌وزیری در شهریور ۱۳۱۲، محمدعلی فروغی جای او را گرفت و در ۲۶ شهریور داور را به عنوان وزیر مالیه به مجلس معرفی کرد.
داور در مقام وزیر مالیه پروژه‌های بزرگی را با تأمین اعتبار دولتی به انجام رسانید. در دوره او تجارت ایران با شوروی بر پایه دادوستدهای پایاپای گسترش یافت. در آذر ۱۳۱۴ پیمان بازرگانی پایاپای مهمی میان ایران و آلمان بسته شد که در راستای آن دولت آلمان در برابر واردات پنبه، چوب، برنج، جو، قالی، خشکبار، خاویار و طلا و نقره و… از ایران، تجهیزات صنعتی و ماشین آلات به ایران صادر کند.

### توسعه کشاورزی
نخستین گام مهم داور به عنوان وزیر مالیه، فروش املاک دولتی (خالصه‌جات) بود که بخش بزرگی از زمین‌های کشاورزی ایران را تشکیل می‌داد تا با واگذاری این زمین‌ها به بخش خصوصی، کشاورزی توسعه یابد. برای کمک به توسعه کشاورزی، پنج میلیون تومان از درآمد به دست آمده از فروش املاک خالصه همراه با دو میلیون تومان از صندوق تقاعد (بازنشستگی) به عنوان امانت (سپرده) ده ساله در بانک صنعتی فلاحتی گذاشته می‌شد تا این بانک که بتازگی با سرمایه‌ای دو میلیون تومانی تأسیس شده بود، سرمایه‌اش افزایش یابد و با وام به طرح‌های کشاورزی، به برنامه‌های توسعه کشاورزی کمک کند.
بنا بر لایحه‌ای که داور در هفدهم دی ۱۳۱۲ برای فروش املاک خالصه از تصویب مجلس شورای ملی گذراند، بانک صناعتی فلاحتی نه برای کمک مالی به کشاورزان بلکه برای برنامه‌های توسعه یا بهبود کشاورزی می‌بایست وام دهد؛ بنابراین برنامه‌های افزایش صادرات کشاورزی و محصولاتی چون پنبه، چای، چغندر، پسته، بادام، کنف، نیل، روناس و ابریشم در این مصوبه قید شدند که در آن زمان دستاوردی بیشتری داشت و همچنین اصلاح نژادی دامها و صنایع فراوری محصولات دامی، لایروبی قنوات و اصلاح امور آبیاری.
گام دیگری که داور در توسعه کشاورزی برداشت، به تصویب رساندن لایحه‌ای در شانزدهم فروردین ۱۳۱۴ بود که به دولت اجازه می‌داد از اراضی خوزستان هر مقدار که صلاح بداند به ملکیت اشخاصی واگذار کند که آن اراضی را آباد یا آبادانی آن را تعهد کنند. تصویب این قانون اقدام مهمی در آبادانی خوزستان بود.

### نفت شمال
داور در واپسین روزهای زندگی‌اش در سیزدهم دی ۱۳۱۵ (سوم ژانویه ۱۹۳۷) قراردادی با شرکت نفتی آمریکایی دلاور برای تأسیس شرکت نفتی ایران و آمریکا و اعطای امتیاز نفت بخشی از شرق و شمال شرق کشور به این شرکت امضا کرد. این قرارداد در پانزدهم بهمن، یعنی پنج روز پیش از مرگ داور به تصویب مجلس شورای ملی رسید و قرار بود عملیات حفاری و کاوش حداکثر تا هجده ماه پس از اینکه مصوبه مجلس به امضای رضا شاه برسد، آغاز شود.
مدت امتیاز، شصت سال و حق‌الامتیاز سالیانه دولت ایران از فروش آینده شرکت، چهار شیلینگ (یک پنجم لیره استرلینگ) برای هر تن نفت و بیست درصد از سود خالص شرکت بود.
داور در همان تاریخ با شرکت دلاور قرارداد دیگری نیز برای تشکیل شرکت خط لوله نفت ایران - آمریکا امضا کرد تا به احداث خط لوله نفت در هر جایی که دولت ایران بخواهد، بپردازد. این قرارداد نیز دو روز پیش از مرگ داور در هجدهم بهمن به تصویب مجلس رسید.
این دو قرارداد با اعتراض شدید انگلیس و شوروی روبرو شد و برخی، مرگ داور را بی‌ارتباط با آن ندانسته‌اند. شرکت دلاور نیز پس از حدود یک سال عملیات حفاری و کاوش نفت، از سرمایه‌گذاری روی نفت شمال ایران صرف نظر و قرارداد خود را با دولت ایران فسخ کرد. در نامه‌ای که شرکت به دولت ایران نوشت، در توجیه علت انصراف نوشته شده بود که چون در نقاط مجاور اقیانوس، منابع مهم نفت پیدا شده، برای مدت مدیدی استخراج نفت از نقاط دور از ساحل مقرون به صرفه نیست. در این نامه تأکید شده بود که این انصراف به هیچوجه مربوط به کیفیت و کمیت منابع نفت شمال ایران نیست بلکه برعکس از امتحانات و اکتشافاتی که شده بود، امید کامل به یافتن منابع نفت در این حوزه هست.
داور در ماه‌های پایانی عمر و در حالی که گرفتار ناراحتی‌های روحی بود از هیالمار شاخت، اقتصاددان آلمانی ناسیونال سوسیالیست دعوت کرد تا برای ارائه برنامه جامع نوسازی اقتصاد ایران به تهران بیاید. شاخت به دولتمردان وقت توصیه کرد: «برای رفع بحران اقتصادی مؤسسات اقتصادی را تقلیل دهید.».

## مرگ
نوسازی و اصلاحات داور در عدلیه و مالیه و پرورش گروهی از کارشناسان شایسته برای کشور، او را از مردان نامی عصر خود کرده بود و بارها از نخست‌وزیری او سخن رفته بود ولی مرگ این بخت را از او دریغ کرد. اگرچه روزنامه‌ها مرگ او را ناشی از سکته قلبی دانستند، اما جهانشاه صالح مرگ او را بر اثر خوردن تریاک و خودکشی بیان داشت.
اما الله‌یار صالح و برخی دیگر نیز مرگ او را مرتبط با با قرارداد نفتی دانسته‌اند که با کمپانی سی‌بورد آمریکا و تأسیس شرکت امیرانین یا شرکت نفت آمریکا - ایران برای اعطای امتیاز نفت شمال به امریکایی‌ها بسته بود. این قرارداد که به‌صورت محرمانه تنظیم شده بود روز قبل از ارایه به مجلس برای تصویب مورد اعتراض رئیس اداره نفت جنوب در تهران واقع شده و اعتراض شدید نفت ایران و انگلیس را به اطلاع وزارت دارایی می‌رساند و بیان می‌دارد که شرکت نفت ایران و انگلیس مانع دادن هرگونه امتیاز استخراج مفت به سایر شرکت‌ها در ایران خواهند شد. موضوع به صالح به عنوان معاون وزارت خانه و داور وزیر رسانیده و سپس با حضور هر دو به رضا شاه گفته می‌شود. در این دیدار رضا شاه با بی اعتنایی به داور در خصوص این موضوع از او پرسش می‌کند. همین امر باعث شده که ذهن داور مغشوش شده و در کنار سایر فشارهای وارده با حل کردن تریاک در آب خودکشی کند. داور همچنین پیش از مقام وزارت، در یکی از روزنامه‌های آن هنگام مقاله‌ای با عنوان «اسرار عدلیه» به چاپ رساند که درون‌مایهٔ آن انتقادی به یکی از آرای محاکم وقت بود.
پذیرفته‌ترین گفتار این است که داور به دلیل توهین و بی‌احترامی رضاشاه دست به خودکشی زد. می‌گویند داور پس از آن که مورد بی‌مهری رضاشاه قرار گرفت به خانه رفت. مقداری تریاک در الکل حل کرد، خورد و خوابید. فردا که جنازه او را در بستر یافتند نوشته‌ای هم در کنار تختش بود. داور روی آن یادداشت، سروده نامی کلیم کاشانی را نوشته بود:
| افسانه حیات دو روزی نبود بیش      |  | آن هم کلیم با تو بگویم چه سان گذشت |
| یک روز صرف بستن دل شد به این و آن |  | روز دگر به کندن دل زین و آن گذشت   |

داور هنگام خودکشی تنها پانزده تومان پول نقد در جیب پالتو داشت که تنها دارایی نقدی دولتمردی بود که در جایگاه وزیر مالیه، اقتصاد کشور را زیر فرمان داشت. علی‌اکبر داور به امیر کبیر دوره پهلوی ملقب شد. بیشتر دولتمردان دوره پهلوی از داور و اصلاحاتش ستایش کرده‌اند ولی مخالفان او می‌گویند داور از پایه‌گذاران سلطنت استبدادی بود که خود در آتش آن سوخت.
کلاراک (Clarac) کاردار سفارت فرانسه در ۵ اسفند ماه ۱۳۱۵ (دو هفته پس از مرگ داور) به وزارت خارجه فرانسه می‌نویسد:
«دولت می‌کوشد تا به مردم بقبولاند که وزیر دارایی در اثر یک حمله قلبی جان سپرده است، اما خبر خودکشی او فوراً در همه جا پخش می‌شود. تا یکی دو روز خبر مغضوب شدن داور پنهان نگه داشته شد. رضا شاه دستور داد که هیچ مراسم رسمی برای داور بر پا نشود، ولی در اثر دخالت رئیس‌الوزراء، رضا شاه از تصمیم خود صرف نظر کرد.»

در مراسم تشییع جنازه او با ممانعت افسر شهربانی   پاسبان های حاضر در مراسم جمعیت حاضر شده پراکنده شده و تنها تعداد نه چندان زیادی از افراد شرکت کردند.
داور با نامه‌ای از رضاشاه خواسته بود که به همسر و فرزندانش کمک کند تا در تنگنای مالی نباشند. به همین جهت دولت به فرزندانش کمک کردند تا دو پسر داور توانستند تحصیلات خود را پی بگیرند ولی هیچ‌یک از آن‌ها گرد سیاست نگشتند. از نوادگان علی‌اکبر داور می‌توان داور اردلان و داریوش داور را نام برد.